# Фрунтішень (комуна)
Фрунтішень, Фрунтішені (рум. Fruntișeni) — комуна у повіті Васлуй в Румунії. До складу комуни входять такі села (дані про населення за 2002 рік):
- Греждень (835 осіб)
- Фрунтішень (1013 осіб)

Комуна розташована на відстані 236 км на північний схід від Бухареста, 48 км на південь від Васлуя, 106 км на південь від Ясс, 89 км на північ від Галаца.

## Населення
У 2009 року у комуні проживали 1912 осіб.